# Мойе 3
„Moйе 3“ (на сръбски: Moje 3) е дамско денс-поп трио, състоящо се от три певици: Невена Божович, Сара Йованович и Мирна Радулович.

## Сформиране
Невена, Сара и Мирна за пръв път се срещат в първите епизоди на „Први глас Србиjе“ (Първи глас на Сърбия), подобно на „Гласът на България“ предаване, като и трите са избрани от съдийката Александра Радович. Любопитен факт е, че и трите отиват на финал, където се класират по следния начин: М. Радулович на първо, Н. Божович на второ и С. Йованович на трето място.
През февруари 2013 г. става ясно, че ще вземат участие в „Беосонг“, сръбската национална селекция за „Евровизия“, под името „Мoje 3“ с песента „Љубав је свуда“ (Любовта е навсякъде). Автор на песента е Саша Милошевич, един от съдиите в „Први глас Србиjе“ и съавтор на сръбската песен „Молитва“, победила на „Евровизия 2007“. Певиците отбелязват, че се събират само за „Беосонг“ и няма да бъде сформирана група.

## Евровизия 2013
Момичетата изпълняват песента „Љубав је свуда“ в полуфинала на „Беосонг“ (2 март 2013) и успешно преминават на финала, състоял се на следващия ден. Печелят, събирайки повече от 25 000 гласа.
На 14 март 2013 е обявено, че ще пеят в първия полуфинал на „Евровизия 2013“. Oт Радио-телевизия Сърбия потвърждават, че ще бъдат създадени версии на песента на други езици и също, че на 13 април 2013 г. ще излязат на сцената на „Евровизия на концерт“ в Амстердам.